# ブロニスワフ・ギンペル
ブロニスラフ・ギンペル（Bronislav Gimpel, 1911年1月29日 ルヴフ – 1979年5月1日）はポーランド出身のアメリカ合衆国のヴァイオリニスト。兄ヤコブもピアニストである。

## 略歴
オーストリア＝ハンガリー帝国のルヴフ（現在のウクライナ・リヴィウ）生まれ。5歳のときに父アドルフからピアノとヴァイオリンの手解きを受ける。8歳でリヴォフ音楽院のモリッツ・ヴォルフシュタールに師事。1922年よりウィーン音楽院でローベルト・ポラックに師事。
14歳でウィーン・フィルハーモニー管弦楽団と共演してゴルトマルクのヴァイオリン協奏曲を演奏する。翌年、イタリアで精力的な演奏旅行を行い、歴史的な大成功を収める。これによってヴィットーリオ・エマヌエーレ3世やピウス11世に御前演奏を披露したほか、パガニーニの墓前で演奏するべく招かれて、この伝説のヴィルトゥオーゾの愛器グァルネリを弾いた。その後ヨーロッパ各地や南米で演奏旅行を行なった。1930年にベルリン高等音楽学校に在籍し、カール・フレッシュの薫陶を受ける。その後はソリストとして活動を続けながら、ケーニヒスベルクやイェーテボリに職を得た。
1937年に渡米。第2次世界大戦が勃発したためロサンジェルスに移り、ロサンジェルス・フィルハーモニックのコンサートマスターに就任した。1942年から終戦まで米国陸軍に従軍してから、ヨーロッパで演奏活動を再開する。1963年には、ウワディスワフ・シュピルマンらとワルシャワ・ピアノ四重奏団を結成した。
1967年にコネチカット大学の教授職を受理。1973年からはマンチェスター王立北部音楽大学に教授として着任している。この頃から欧米や南米でソリストとしての活動を再開させた。
1979年5月9日に兄ヤコブと共同リサイタルを開く予定であったが、その矢先の5月1日にロサンジェルスにて急死した。